# Ave, César !
Pour les articles homonymes, voir Ave César et Hail Caesar.
Pour plus de détails, voir Fiche technique et Distribution.
Ave, César ! (Hail, Caesar!) est une comédie américaine écrite, produite, réalisée et montée par Joel et Ethan Coen et sortie en 2016.
Il s'agit d'une parodie du Hollywood des années 1950 qui utilise le personnage réel du producteur Eddie Mannix dans une histoire fictive à suspense. Le film contient de nombreux pastiches des principaux genres cinématographiques produits par Hollywood à l'époque, du péplum à la comédie musicale en passant par le western, et parodie également la morale hollywoodienne, l'autocensure, la mise en scène de la vie des stars ainsi que l'obsession anticommuniste de la période maccarthyste.
Le film fait l'ouverture de la Berlinale 2016. Il reçoit des critiques favorables dans la presse et s'avère rentable avec environ 63 millions de dollars de recettes dans le monde.

## Synopsis
En 1951, Eddie Mannix (Josh Brolin) est à la tête de la production du célèbre studio américain de Capitol Pictures et travaille également comme fixeur, sa pire activité, afin d'éviter des comportements scandaleux de la part de ses vedettes avant qu'ils ne soient publiés dans la presse. Il doit également gérer en parallèle sa vie de famille mais aussi la société Lockheed qui souhaite l'engager pour un poste plus offrant, cependant il n'est pas sûr de l'accepter. Une journée qui s'annonce mouvementée et pénible pour Eddie Mannix.
La journée commence lorsque DeeAnna Moran (Scarlett Johansson), actrice célibataire de natation synchronisée, tombe enceinte. Mannix s'arrange pour qu'elle mette le bébé en famille d'accueil puis l'adopte sans révéler être la mère. Il doit souvent repousser les demandes de Thora et Thessaly Thacker (toutes deux jouées par Tilda Swinton), des sœurs jumelles et des chroniqueuses de commérages rivales.
La production principale du studio est Hail, Caesar ! Un conte du Christ, une épopée de l'Antiquité romaine et mettant en vedette Baird Whitlock (George Clooney). Pendant le tournage, Whitlock boit dans une coupe de vin qui a été droguée par un des figurants (Wayne Knight) ; il s'évanouit et est enlevé en coulisses. Une demande de rançon arrive bientôt, rédigée par un groupe qui se nomme "The Future", exigeant 100 000 $. Mannix s'arrange pour obtenir l'argent du département de comptabilité du studio.
Whitlock se réveille dans une maison au bord de la plage et se retrouve à une réunion de "The Future", une cellule communiste. Les membres, qui se présentent comme des écrivains pour la plupart dans l'industrie cinématographique, lui expliquent leur doctrine et commencent à le rallier à leur cause. En même temps, Thora menace Mannix en déclarant qu'elle publiera un article sur un scandale qui a donné à Whitlock (son rôle dans “L’Envol Des Aigles”). Mannix négocie avec succès pour qu'elle reporte l'histoire d'un jour en échange d'informations sur la vie romantique de la star de films de western Hobie Doyle (Alden Ehrenreich).
Hobie Doyle est engagé pour une comédie dirigée par le réalisateur chic Laurence Laurentz (Ralph Fiennes). Après la piètre performance de Doyle, Laurentz rend visite à Mannix et lui demande de retirer Doyle du projet afin qu'il puisse préserver sa vision artistique du film. Mannix informe Laurentz que le rôle de Doyle n'est pas négociable et le convainc de coacher le jeune acteur pour qu'il donne une meilleure performance. Doyle vient au bureau de Mannix et admet qu'il pense que la pièce ne lui correspond pas. Mannix le rassure sur ses capacités d'acteur et lui parle de l'enlèvement de Whitlock.
Ce soir-là, Doyle assiste à la première de l'un de ses propres westerns avec la star Carlotta Valdez (Verónica Osorio). Doyle est d'abord déçu que sa scène de chant solitaire soit dépeinte d'une manière comique plutôt que sincère, comme il le souhaitait. Cependant, après avoir vu le public réagir positivement à la scène, Doyle se rassure. Doyle et Valdez visitent une boîte de nuit, où le couple développe une véritable alchimie jusqu'à ce qu'ils soient interrompus par les deux sœurs Thacker, chacune cherchant à obtenir un scoop sur leur relation. Doyle aperçoit soudainement la mallette contenant l'argent de la rançon, la reconnaissant parce qu'il avait prêté sa ceinture à Mannix afin de garder celle-ci fermée. Elle est gardée auprès de Burt Gurney (Channing Tatum), la vedette d'une comédie musicale de marins présentée plus tôt dans une scène de danse élaborée.
Mannix et Moran rencontrent un agent de cautionnement, Joseph Silverman (Jonah Hill), un homme que le studio a utilisé pour résoudre des problèmes publics ; il a une solide réputation de fiabilité et de discrétion. Il acceptera de prendre en charge l'enfant de Moran tout en préservant son image. Moran, qui a exprimé sa frustration face à ses deux mariages précédents avec un gangster et un type hollywoodien, se trouve fortement attirée par Silverman.
Doyle suit Burt Gurney jusqu'à la maison en bord de plage de Malibu mais, après avoir franchi la porte d'entrée, il ne trouve que Whitlock à l'intérieur. Les autres membres de "The Future" ont embarqué sur un bateau amenant Gurney au large pour qu'il puisse rejoindre un sous-marin soviétique et se rendre en Russie. Les membres de "The Future" lui donnent l'argent pour la cause communiste. Alors que Gurney monte à bord du sous-marin, son chien saute dans ses bras, ce qui l'amène à lâcher la mallette qui coule dans l'océan. Doyle ramène Whitlock au studio juste avant que la police n'arrive à la maison en bord de plage.
Whitlock exprime ses nouvelles idées communistes à Mannix, qui le coupe brusquement, le gifle à plusieurs reprises, et lui ordonne de finir son rôle dans Hail, Caesar !
Mannix est informé le lendemain matin que Moran a épousé Silverman et qu'il adoptera l'enfant à naître. Mannix annonce qu'il a décidé de rejeter l'offre de Lockheed et de continuer à travailler chez Capitol. Thora rencontre ensuite Mannix et l'informe que la chronique qu'elle prévoit de publier sur On Wings As Eagles (un film du studio) révélera que Whitlock a obtenu son rôle principal dans le film en acceptant une sodomie de Laurentz. Cependant, Mannix a déduit que Gurney est sa source pour l'article et la persuade de ne pas publier l'histoire puisque Gurney est un communiste en fuite – ce qui porterait atteinte à sa propre réputation par association. Mannix retourne alors dans son bureau.

## Fiche technique
- Titre français : Ave, César !
- Titre original : Hail, Caesar!
- Réalisation et scénario : Joel et Ethan Coen[1]
- Musique : Carter Burwell
- Direction artistique : Jess Gonchor (en)
- Décors : Cara Brower
- Costumes : Mary Zophres
- Montage : Joel et Ethan Coen
- Photographie : Roger Deakins
- Production : Tim Bevan, Joel et Ethan Coen et Eric Fellner
- Sociétés de production : Mike Zoss Productions et Working Title Films
- Sociétés de distribution : Universal Pictures (États-Unis), Universal Pictures International France (France)
- Pays de production : États-Unis, Royaume-Uni, Japon
- Budget : 22 millions de dollars[2]
- Langue originale : anglais
- Durée : 106 minutes
- Format : couleur / noir et blanc — 35 mm — 1,85:1 (certaines scènes en 1,37:1) — son Dolby Digital / DTS
- Genre : comédie noire
- Dates de sortie[3] :
  - États-Unis : 5 février 2016
  - France : 17 février 2016
- Classification[4] :
  - États-Unis : PG-13
  - France : tous publics

## Distribution
- Josh Brolin (VF : Philippe Vincent) : Eddie Mannix (en)
- George Clooney (VF : Samuel Labarthe) : Baird Whitlock
- Alden Ehrenreich (VF : Sandor Funtek) : Hobie Doyle
- Ralph Fiennes (VF : Bernard Gabay) : Laurence Laurentz
- Scarlett Johansson (VF : Laure Berend-Sagols) : DeeAnna Moran
- Tilda Swinton (VF : Sylvia Bergé) : Thora et Thessaly Thacker
- Channing Tatum (VF : Stanislas Forlani) : Burt Gurney
- Frances McDormand (VF : Valérie Even) : C. C. Calhoun
- Jonah Hill (VF : Pierre Yvon) : Joseph Silverman
- Heather Goldenhersh (VF : Hélène Babu) : Natalie, la secrétaire d'Eddie Mannix
- Alison Pill (VF : Anneliese Fromont) : Mme Mannix
- Max Baker (VF : Hubert Drac) : John Howard Hermann, le chef des scénaristes communistes
- Fisher Stevens : Alan, un scénariste communiste
- Patrick Fischler : Benedict, un scénariste communiste
- Tom Musgrave : Tom, un scénariste communiste
- David Krumholtz : Herschel, un scénariste communiste
- Greg Baldwin : Dutch, un scénariste communiste
- Fred Melamed (VF : Féodor Atkine) : Fred, un scénariste communiste
- John Bluthal (en) (VF : Michel Robin) : le professeur Marcuse
- Allan Havey (VF : Bernard Crombey) : le pasteur
- Alex Karpovsky : M. Smitrovich
- Robert Pike Daniel (VF : Sylvain Clément) : le prêtre catholique
- Robert Picardo (VF : Bruno Abraham-Kremer) : le rabbin
- Ian Blackman (VF : Luc-Antoine Diquéro) : Cuddahy
- Geoffrey Cantor (VF : Stéphane Pouplard) : Sid Siegelstein
- Christophe Lambert (VF : lui-même) : Arne Slessum
- Natasha Bassett : Gloria DeLamour
- Robert Trebor (VF : Jean-Loup Horwitz) : Walt Dubrow
- Clancy Brown (VF : Hervé Furic) : Gracchus, un acteur d’Ave, César!
- Mather Zickel (en) : Chunk Milligan
- Clement von Franckenstein (VF : Michel Voletti) : le sénateur Sestimus Amydias
- Wayne Knight (VF : Jean-Luc Atlan) : le figurant à la harpe
- Josh Cooke : le 1er A. D.
- Kyle Bornheimer (VF : Emmanuel Lemire) : le 2e A. D.
- Peter Jason (VF : Michel Voletti) : Sam Stampfel
- Emily Beecham : Dierdre
- J. R. Horne (VF : Jean-Claude Sachot) : Curly
- Jack Huston : le mufle dans le taxi
- Michael Gambon (VF : André Penvern) : le narrateur
- Dolph Lundgren : le commandant du sous-marin soviétique (non crédité)

Source et légende : version française (VF) sur le site d’AlterEgo (la société de doublage) et selon le carton du doublage français.

## Production

### Développement
Le film est évoqué par les frères Coen dès juillet 2004,. L'histoire de cette comédie est centrée sur une troupe d'acteurs dans les années 1920 qui jouent une pièce de théâtre sur la Rome antique. George Clooney était déjà pressenti pour tenir le rôle principal,. En février 2008, les Coen expliquent qu'ils n'ont pas encore de script, seulement une idée. Ce film pourrait être le troisième film de la "Trilogie des idiots" ("Numskull Trilogy") avec George Clooney, après O'Brother (2000) et Intolérable Cruauté (2003),.
En décembre 2013, le projet est mentionné en interview pour la sortie de Inside Llewyn Davis. Joel Coen révèle qu'ils vont travailler sur le film, qui sera leur prochain projet,. Les Coen confirment le développement du film en mai 2014, et précisent que l'intrigue tourne finalement autour d'un fixer (en) travaillant à Hollywood dans les années 1950 pour le compte des grands studios de cinéma.
Le film s'inspire du véritable fixer (en) Eddie Mannix (en), qui avait déjà été incarné par Bob Hoskins dans Hollywoodland (2007) qui revenait sur la mort de l'acteur George Reeves.

### Attribution des rôles

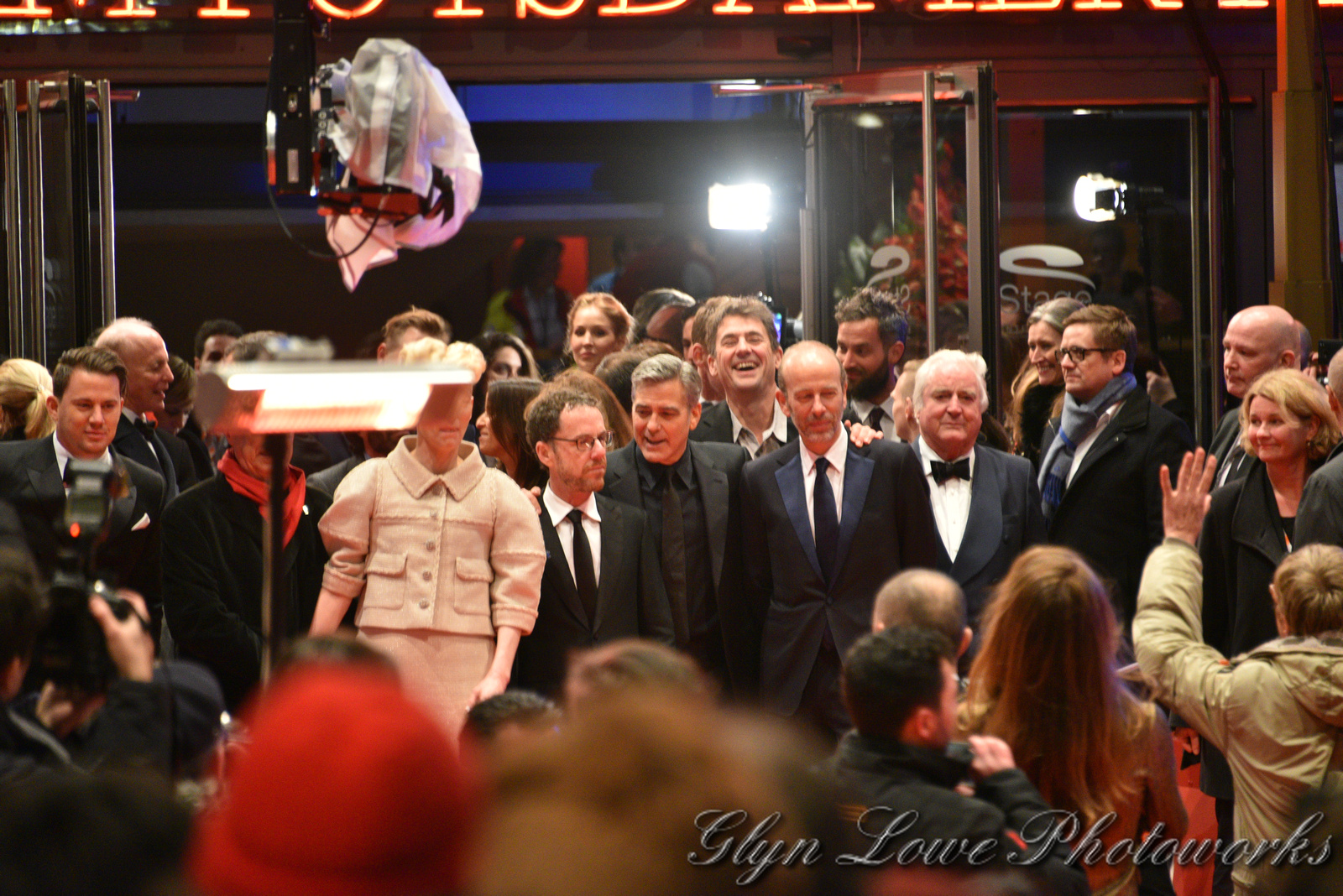
George Clooney, entouré des frères Coen, à la Berlinale 2016.

George Clooney est attaché au projet dès le début, en 2004. Josh Brolin est quant à lui officialisé en juin 2014. Il retrouve les frères Coen après No Country for Old Men (2007) et True Grit (2010). Le reste de la distribution principale est annoncé quelques jours plus tard : Channing Tatum, Ralph Fiennes et Tilda Swinton. En juillet 2014, il est annoncé que Jonah Hill et Scarlett Johansson sont en négociations. Cette dernière avait déjà tourné sous la direction des deux frères dans The Barber (2001). En novembre 2014, le Français Christophe Lambert rejoint la distribution du film alors que le tournage a commencé.

### Tournage
En octobre 2014, Roger Deakins poste un message sur son site pour annoncer qu'il sera le directeur de la photographie du film et qu'il procède à des tests d'image. Le tournage principal débute à Los Angeles le 10 novembre 2014. Il a lieu principalement aux Lot Studios à West Hollywood, mais également au Los Angeles City Hall, Los Angeles Theatre et à Pasadena.

### Musique
La musique du film est composée par Carter Burwell, fidèle collaborateur des frères Coen. On retrouve également sur l'album une chanson inédite interprétée par l'acteur Channing Tatum ainsi que des chansons des Chœurs de l'Armée rouge.
Toutes les chansons sont écrites et composées par Cartel Burwell, sauf exceptions notées.
| Liste des titres | Liste des titres         | Liste des titres        | Liste des titres | Liste des titres | Liste des titres | Liste des titres | Liste des titres | Liste des titres | Liste des titres |
| No               | Titre                    | Interprètes             | Durée            |                  |                  |                  |                  |                  |                  |
| ---------------- | ------------------------ | ----------------------- | ---------------- | ---------------- | ---------------- | ---------------- | ---------------- | ---------------- | ---------------- |
| 1.               | Flat Lux                 |                         | 1:20             |                  |                  |                  |                  |                  |                  |
| 2.               | 5 AM                     |                         | 0:57             |                  |                  |                  |                  |                  |                  |
| 3.               | Hail, Caesar!            |                         | 2:55             |                  |                  |                  |                  |                  |                  |
| 4.               | Baird Hijacked           |                         | 0:38             |                  |                  |                  |                  |                  |                  |
| 5.               | Hobie and Whitey         |                         | 0:52             |                  |                  |                  |                  |                  |                  |
| 6.               | Jonah's Daughter         |                         | 2:54             |                  |                  |                  |                  |                  |                  |
| 7.               | Comrades Convene         |                         | 0:52             |                  |                  |                  |                  |                  |                  |
| 8.               | The Cattle Call          | Eddie Arnold            | 2:54             |                  |                  |                  |                  |                  |                  |
| 9.               | Malibu Safe House        |                         | 0:28             |                  |                  |                  |                  |                  |                  |
| 10.              | No Dames!                | Channing Tatum          | 4:24             |                  |                  |                  |                  |                  |                  |
| 11.              | The Hands of Communists  |                         | 0:36             |                  |                  |                  |                  |                  |                  |
| 12.              | Little Eddie             |                         | 0:39             |                  |                  |                  |                  |                  |                  |
| 13.              | Our Father               | Ascention Church Choir  | 2:05             |                  |                  |                  |                  |                  |                  |
| 14.              | Lazy Ol’ Moon Overture   |                         | 0:32             |                  |                  |                  |                  |                  |                  |
| 15.              | Lazy Ol’ Moon            |                         | 1:13             |                  |                  |                  |                  |                  |                  |
| 16.              | Glory of Love            |                         | 2:15             |                  |                  |                  |                  |                  |                  |
| 17.              | Song of India            |                         | 1:09             |                  |                  |                  |                  |                  |                  |
| 18.              | In Pursuit of the Future |                         | 2:04             |                  |                  |                  |                  |                  |                  |
| 19.              | Slavery and Suffering    | Chœurs de l'Armée rouge | 4:14             |                  |                  |                  |                  |                  |                  |
| 20.              | Soviet Man               |                         | 1:01             |                  |                  |                  |                  |                  |                  |
| 21.              | Denizens of the City     |                         | 1:02             |                  |                  |                  |                  |                  |                  |
| 22.              | Silverman Sax            |                         | 0:41             |                  |                  |                  |                  |                  |                  |
| 23.              | Faith God Damn It!       |                         | 2:35             |                  |                  |                  |                  |                  |                  |
| 24.              | Back to the Backlot!     |                         | 0:25             |                  |                  |                  |                  |                  |                  |
| 25.              | Behold                   |                         | 0:52             |                  |                  |                  |                  |                  |                  |
| 26.              | Echelon's Song           | Chœurs de l'Armée rouge | 3:04             |                  |                  |                  |                  |                  |                  |
| 42:47            |                          |                         |                  |                  |                  |                  |                  |                  |                  |

## Sortie

### Accueil critique
Le film reçoit globalement de bonnes critiques. Sur l'agrégateur américain Rotten Tomatoes, qui recense 205 avis, le film obtient 82 % d'opinions favorables. Sur Metacritic, il décroche une moyenne de 72/100, pour 50 critiques.
En France, Ave, César ! obtient une moyenne de 3,6/5, pour 26 titres de presse compilés par le site Allociné. Du côté des avis positifs, on peut lire dans Direct Matin : « À la fois satire et hommage à Hollywood, cette comédie grinçante montre les coulisses de l’industrie du 7eart en un panaché de tableaux parodiques jouissifs. La distribution éclatante fait office de cerise sur le gâteau ». Christophe Narbonne du magazine Première remarque que « malgré la luxure et la médiocrité, indépendamment des rivalités et des pressions extérieures, Hollywood incarne à jamais le cinéma dans toute sa noblesse artistique et populaire que les Coen perpétuent à leur manière ». Pour Jean Serroy du Dauphiné Libéré, le film est « l’occasion pour les frères Coen de laisser parler leur amour du cinéma, dans un film qui cultive avec autant de bonheur le parfum de la nostalgie que le sourire irrésistible de la parodie ». Philippe Lagouche de La Voix du Nord admet que si le film n'égale pas les précédents « Barton Fink, Fargo et The Big Lebowski, figures phares du tandem, cet Ave César n’en constitue pas moins un spectacle d’une espèce rare. Sacrément jubilatoire ». Dans La Croix, Marie Soyeux écrit notamment « Un très bon film, mais pas à un grand cru des frères Coen (...). On ne boudera pas son plaisir pour autant ! »
Du côté des avis plutôt négatifs, on peut lire dans Paris Match « On attendait mieux des réalisateurs de The Big Lebowski, plus de mordant dans la satire et moins de grimaces face caméra. C’est le propre des génies, quand ils s’amusent beaucoup, on s’ennuie un peu ». Mehdi Omaïs de Metro regrette quant à lui « les frangins cinéastes échouent dans leur estimable ambition de bâtir une grande comédie sur le cinéma, l’argent, le sexe et la foi ». Dans Les Inrockuptibles, Jean-Marc Lalanne souligne que parfois « le récit se disloque un peu en succession de sketches inégalement inspirés et l’enchaînement s’essouffle » et décrit le film comme « un Coen mineur (...) mais au charme tenace, qui réussit à combiner la satire acide et la nostalgie aimante, sans jamais sacrifier l’une pour l’autre ».

### Box-office
| Pays ou région    | Box-office      | Date d'arrêt du box-office | Nombre de semaines |
| ----------------- | --------------- | -------------------------- | ------------------ |
| États-Unis Canada | 30 080 225 $    | 24 mars 2016               | 7                  |
| France            | 673 365 entrées | 22 mars 2016               | n/a                |
| Mondial           | 63 229 796 $    | -                          | -                  |

## Distinctions
Source : Internet Movie Database

### Récompenses
- Golden Trailer Awards 2016 : bande-annonce la plus originale pour le second trailer
- National Board of Review Awards 2016 : Top 10 films
- San Diego Film Critics Society Awards Awards 2016 : meilleurs décors pour Jess Gonchor
- St. Louis Film Critics Association Awars 2016 : meilleure comédie
- World Soundtrack Awards 2016 : compositeur de l'année pour Carter Burwell (également récompensé pour Anomalisa, Carol, Legend, The Finest Hours et The Family Fang)

### Nominations
- Oscars 2017 : Meilleurs décors
- Critics' Choice Movie Awards 2016 : meilleure comédie
- Chicago Film Critics Association Awards 2016 : meilleur acteur dans un second rôle pour Alden Ehrenreich
- Detroit Film Critics Society Awards 2016 : meilleur acteur dans un second rôle pour Alden Ehrenreich
- San Diego Film Critics Society Awards Awards 2016 : meilleure performance comique pour Alden Ehrenreich (2e place), meilleure révélation pour Alden Ehrenreich (également pour L'Exception à la règle)
- St. Louis Film Critics Association Awars 2016 : Special Merit (2e place), meilleure direction artistique pour Jess Gonchor et Nancy Haigh, meilleure photographie pour Roger Deakins
- Alliance of Women Film Journalists Awards 2017 (à venir) : meilleur scénario original pour Joel et Ethan Coen, meilleure distribution

## Analyse

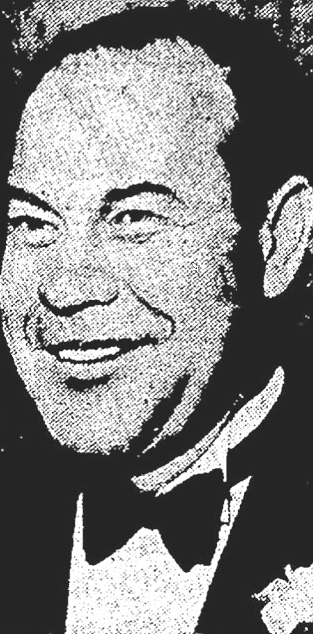
a inspiré le personnage incarné par Josh Brolin.

Le magazine américain Slate fait une comparaison et indique les véritables personnes d'Hollywood et de l'Amérique ayant inspiré les personnages du film.
- Eddie Mannix (en) a vraiment existé, il fut fixeur de la MGM et s'aida d'Howard Strickling (en), directeur de la publicité du studio. Néanmoins dans le film, les combines de Strickling furent fusionnés avec le Mannix du long-métrage, devenant un personnage-valise (en). Il remania la biographie de plusieurs stars et fut impliqué dans de nombreux scandales même si leur authenticité est à prouver.
- Baird Whitlock est fictif mais s'inspirerait de Robert Taylor, héros de Quo vadis, dont l'introduction est pastichée dans le film. Même si le péplum biblique dans lequel il joue, Ave César: une histoire du Christ, s'inspire énormément de Ben-Hur, utilisant le même sous-titre du roman dont il est adapté. De plus la scène de discussion entre religieux pour l'apparition divine est inspirée de la réalité où William Wyler, le réalisateur de Ben-Hur, fait appel à ces gens-là pour discuter de l'apparition du Christ dans le film.
- Hobie Doyle est un personnage de cowboy chanteur (en), grand acteur de western, qui fit un mélodrame social, inspiré de Tim Holt, qui privilégia le western et tourna dans La Splendeur des Amberson.
- Carlotta Valdez est inspirée de Carmen Miranda même si son nom est un personnage de Vertigo.
- Les jumelles journalistes Thora Thacker et Thessaly Thacker sont fictives mais la rivalité dans la presse évoque Hedda Hopper et Louella Parsons.
- DeeAnna Moran est inspirée de Esther Williams, une scène de La Première Sirène est pastichée. L'intrigue de la grossesse cachée fut réellement utilisée par Mannix pour Barbara La Marr et Loretta Young.
- Le professeur communiste Marcuse évoque Herbert Marcuse de l'école de Francfort.
- John Howard Hermann vient de John Howard Lawson, victime du McCarthisme.
- Joseph Silverman est fictif, mais la combine de dissimulation d'accidents de la route aurait été utilisée pour couvrir Clark Gable même s'il n'existe pas de preuves sérieuses.
- Burt Gurney s'inspire de Gene Kelly dont la chorégraphie de danse en tenue de marin fut utilisée dans Un jour à New York et Escale à Hollywood.
- Le personnage de C. C. Calhoun, la cheffe monteuse qu'interprète Frances McDormand, n’est pas sans évoquer Leni Riefenstahl, la réalisatrice allemande qui filma les Jeux Olympiques de Berlin 1936 (Les Dieux du stade), qui effectuait elle-même le montage de ses films[27].